# Atractaspis scorteccii
Espèce
Atractaspis scorteccii est une espèce de serpents de la famille des Lamprophiidae. 

## Répartition
Cette espèce se rencontre en Éthiopie et en Somalie.

## Description
C'est un serpent venimeux.

## Étymologie
Cette espèce est nommée en l'honneur de Giuseppe Scortecci.

## Publication originale
- Parker, 1949 : The snakes of Somaliland and the Sokotra islands. Zoologische Verhandelingen, vol. 6, p. 1-115 (texte intégral).